# Hohending
Hohending ist ein Gemeindeteil der Gemeinde Buchbach im oberbayerischen Landkreis Mühldorf am Inn.

## Lage

Hohendinger Weiher

Der Weiler Hohending liegt 4,25 Kilometer südöstlich von Buchbach in der Gemarkung Ranoldsberg.

## Bevölkerungsentwicklung
Um 1871 gab es in Hohending 44 Einwohner. Im Mai 1987 lebten dort 24 Einwohner in sechs Wohngebäuden, von denen eines in zwei Wohnungen aufgeteilt war.
| Jahr      | 1871 | 1925 | 1950 | 1970 | 1987 |
| Einwohner | 44   | 26   | 38   | 25   | 24   |